# تکس ریتر
تکس ریتر (انگلیسی: Tex Ritter؛ ۱۲ ژانویهٔ ۱۹۰۵ – ۲ ژانویهٔ ۱۹۷۴) یک موسیقی‌دان اهل ایالات متحده آمریکا بود.